# IGFL3
IGFL3 (англ. IGF like family member 3) – білок, який кодується однойменним геном, розташованим у людей на короткому плечі 19-ї хромосоми. Довжина поліпептидного ланцюга білка становить 125 амінокислот, а молекулярна маса — 14 198.
| 10         |  | 20         |  | 30         |  | 40         |  | 50         |
| ---------- |  | ---------- |  | ---------- |  | ---------- |  | ---------- |
| MRPRCCILAL |  | VCWITVFLLQ |  | CSKGTTDAPV |  | GSGLWLCQPT |  | PRCGNKIYNP |
| SEQCCYDDAI |  | LSLKETRRCG |  | STCTFWPCFE |  | LCCPESFGPQ |  | QKFLVKLRVL |
| GMKSQCHLSP |  | ISRSCTRNRR |  | HVLYP      |  |            |  |            |

A: Аланін

C: Цистеїн

D: Аспарагінова кислота

E: Глутамінова кислота

F: Фенілаланін

G: Гліцин

H: Гістидин

I: Ізолейцин

K: Лізин

L: Лейцин

M: Метіонін

N: Аспарагін

P: Пролін

Q: Глутамін

R: Аргінін

S: Серин

T: Треонін

V: Валін

W: Триптофан

Секретований назовні.